# Пастрняк, Давид
Дави́д Па́стрняк (чеш. David Pastrňák; 25 мая 1996, Гавиржов, Чехия) — чешский хоккеист, правый крайний нападающий клуба Национальной хоккейной лиги «Бостон Брюинз». Чемпион мира 2024 года.

## Карьера

### Клубная
Давид Пастрняк является воспитанником клуба «Гавиржов». На драфте НХЛ в 2014 году был выбран в первом раунде под общим 25-м номером клубом «Бостон Брюинз». За год до этого был выбран в 1 раунде под 34-м общим номером на драфте юниоров КХЛ командой «Северсталь». Учитывая потенциальный локаут в НХЛ перед началом сезона 2020/21 московский ЦСКА в конце декабря 2018 года за денежную компенсацию выменял у «Северстали» права на Пастрняка, чтобы иметь приоритетную возможность его приобретения перед другими клубами КХЛ.
В сезоне 2011/12 Пастрняк стал лучшим снайпером и бомбардиром в чешской юниорской лиге до 18 лет, он забил 41 шайбу и отдал 27 голевых передач. После такого успешного сезона на родине, Давид Пастрняк перебрался в Швецию, где выступал сначала за юношескую и молодёжную команду «Сёдертелье», а потом и за основной состав.
Летом 2014 года Пастрняк перебрался за океан. После предсезонных матчей он был отправлен в АХЛ, в фарм-клуб «Бостона» «Провиденс Брюинз».
24 ноября 2014 года провёл свой первый матч в НХЛ за «Бостон Брюинз», в котором его команда уступила «Питтсбург Пингвинз» со счётом 2:3. 10 января 2015 года Пастрняк забросил свою первую шайбу в НХЛ. В матче против «Филадельфии Флайерз» он отличился дважды, причём был в шаге от хет-трика, при счёте 3:1 Давид забросил свою третью шайбу в пустые ворота соперника, но это произошло спустя долю секунду после финальной сирены. В сезоне 2014/15 сыграл 46 игр, в которых набрал 27 очков (10 шайб и 17 передач).

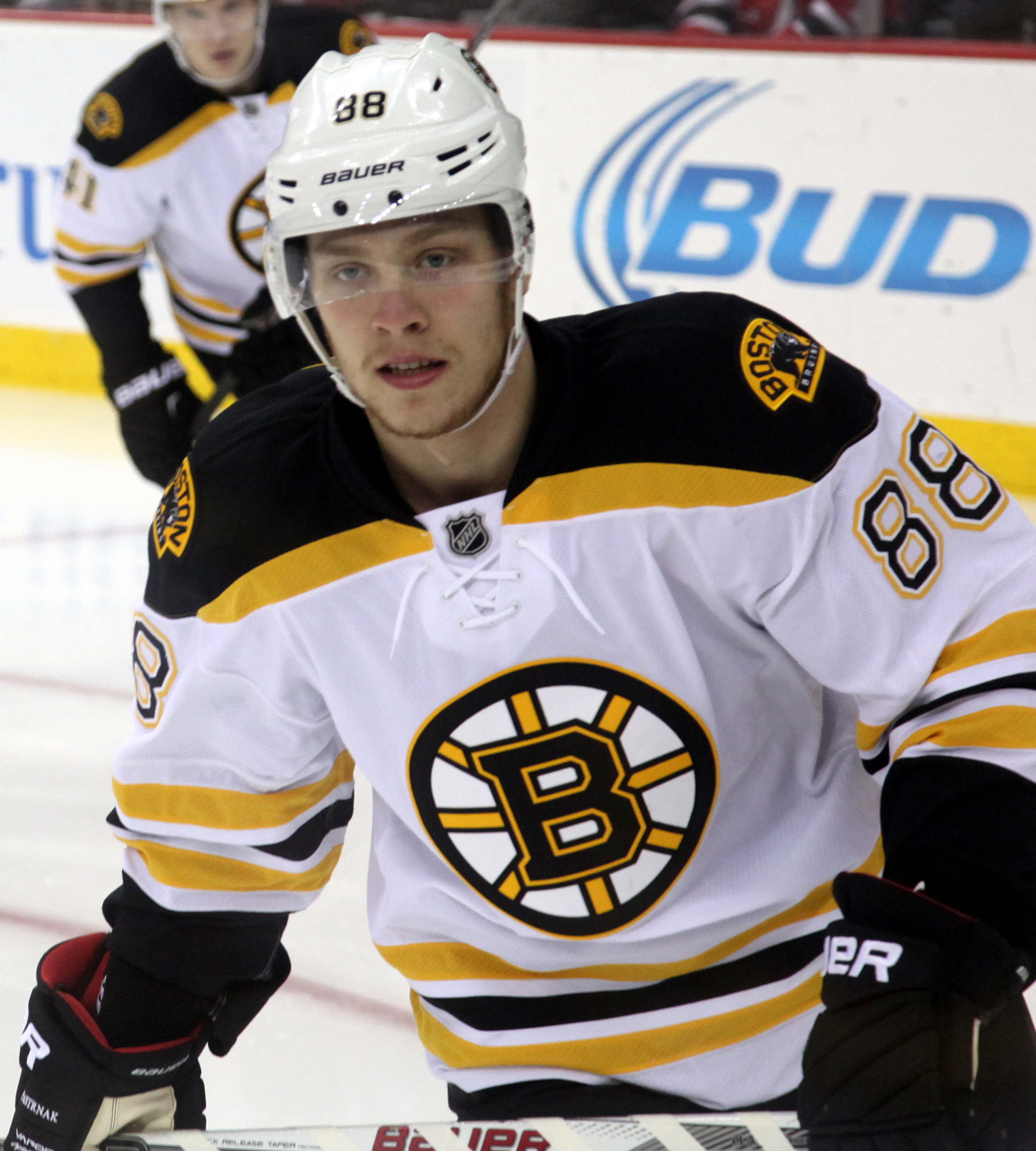
2016 год

В сезоне 2016/17 набрал 70 (34+36) очков в 75 матчах, при этом в конце февраля — начале марта выдал результативную серию из 11 матчей подряд, в которых набрал 15 (6+9) очков. В плей-офф в 4 матчах из 6 набирал очки, но не смог помочь «Бостону» выиграть серию у «Оттавы Сенаторз».
Летом 2017 года подписал 6-летний контракт на общую сумму $ 40 млн.
Сезон 2017/18 стал для Пастрняка ещё лучше — выступая чаще всего в звене с Брэдом Маршаном и Патрисом Бержероном, чешский форвард набрал 80 очков. 13 марта в матче против «Каролины Харрикейнз» оформил первый в НХЛовской карьере хет-трик и стал лучшим снайпером «Мишек» в истории в возрасте до 22 лет. В плей-офф стал лучшим бомбардиром «Бостона», набрав 20 очков (6+14) в 12 матчах. Во втором матче серии против «Торонто» сделал хет-трик и набрал 6 очков, став самым молодым игроком в истории НХЛ, набравшим 6 очков в матче плей-офф.
13 октября 2018 года Пастрняк забросил свою 100-ю шайбу в регулярных чемпионатах НХЛ, «Бостон» обыграл «Детройт Ред Уингз» со счётом 8:2, а сам Пастрняк сделал «хет-трик».
10 ноября 2018 года Пастрняк сделал свой третий «хет-трик» в НХЛ. В игре против «Торонто Мейпл Лифс» он набрал 4 очка (3 шайбы + 1 передача) и помог своей команде одержать победу со счётом 5:1.
1 января 2019 года Пастрняк впервые в жизни сыграл в матче под открытым небом. В Чикаго на Нотр Дам Стэдиум, в присутствии 76 126 зрителей (2-й по посещаемости матч за всю историю НХЛ и 4-й за всю историю мирового хоккея), «Бостон» обыграл местный «Чикаго Блэкхокс» со счётом 4:2, Пастрняк забил гол, отдал передачу и был признан лучшим игроком матча. На следующий день, 2 января, было объявлено что Пастрняк впервые в карьере приглашён для участия в матче всех звёзд НХЛ 2019 года, который состоялся 26 января в Сан-Хосе. На конкурсах перед матчем всех звёзд Пастрняк стал победителем турнира на точность броска, поразив 5 мишеней за 11,309 секунды. В самом матче всех звёзд Пастрняк в составе команды Атлантического дивизиона потерпел поражение, набрав 2 очка за голевые передачи. После матча всех звёзд Пастрняк вернулся в Бостон и забросил 2 шайбы в матче с «Филадельфией», который состоялся 31 января, что позволило ему в 3-й раз подряд покорить рубеж в 30 заброшенных шайб за сезон. В плей-офф медведи дошли до финала Кубка Стэнли, уступив в 7-матчевой серии «Сент-Луису».
Сезон 2019/20 Пастрняк начал очень результативно: уже в 6 матче регулярного чемпионата, который состоялся 14 октября 2019 года, он оформил первый в карьере «покер», забросив 4 шайбы в ворота «Анахайм Дакс». 21 октября Пастрняк был признан лучшим игроком недели в НХЛ: в 3-х матчах ему удалось забросить 7 шайб, прибавив к ним 2 голевые передачи. 23 октября набрал своё 300-е очко в регулярных чемпионатах, забросив красивую шайбу, находясь спиной к воротом броском между собственными ногами. Эта шайба стала для него 10-й в сезоне и он возглавил список снайперов НХЛ. 27 октября Пастрняк установил личный рекорд по голевым передачам за матч, 5 раз ассистировав партнёрам в матче с «Нью-Йорк Рейнджерс» и тем самым стал лучшим бомбардиром НХЛ на текущий момент. 26 ноября Пастрняк сделал хет-трик в матче с «Монреаль Канадиенс» и продолжил лидерство в гонке снайперов с 23 шайбами в 24 матчах. Успехи Пастрняка не остались без внимания болельщиков: по итогам голосования он был выбран капитаном команды Атлантического дивизиона на Матч всех звёзд НХЛ 2020 в Сент-Луисе. 9 января 2020 года Пастрняк в матче с «Виннипег Джетс» сделал очередной хет-трик, упрочив своё преимущество в списке снайперов (35 шайб в 45 матчах). 26 января Давид Пастрняк впервые принял участие в Матче всех звёзд: набрав 6 очков (4 гола и 2 передачи), он был признан самым ценным игроком матча. 12 февраля Пастрняк сделал 4-й хет-трик в сезоне (и 8-й в регулярных чемпионатах): это снова произошло в матче с «Монреалем» и позволило ему вернуть лидерство в гонке снайперов (41 шайба в 58 матчах). Из-за пандемии коронавируса регулярный чемпионат НХЛ не был доигран и Давид Пастрняк стал обладателем Морис Ришар Трофи (48 шайб в 70 матчах). В розыгрыше Кубка Стэнли «Бостон» уступил во 2-м раунде будущему обладателю трофея «Тампе-Бэй Лайтнинг».
Пастрняк был вынужден пропустить начало сезона 2020/21 из-за операции на тазобедренном суставе, проведённой в сентябре 2020 года. 3 февраля 2021 года, в своём 3-м матче после возвращения, Пастрняк сделал хет-трик, трижды поразив ворота Картера Харта в игре с «Филадельфией». 8 мая он забросил свою 200-ю шайбу в регулярных чемпионатах НХЛ. Для этого ему понадобилось всего 437 матчей, что стало рекордным достижением в истории «Бостона» — до этого рекорд принадлежал легендарному защитнику «Брюинз» Бобби Орру, который забросил 200 шайб в 502 матчах. Несмотря на результативную игру Пастрняка (63 очка в 59 матчах за весь сезон), «Бостон» вновь уступил во 2-м раунде плей-офф, на этот раз команде «Нью-Йорк Айлендерс». Сам Пастрняк в первом матче серии с «Айлендерс» сделал свой второй хет-трик в кубковой карьере, забросив 3 шайбы в ворота Ильи Сорокина.
В сезоне 2021/22 набрал 77 очков (40+37) в 72 матчах. «Бостон» проиграл уже в первой серии плей-офф, Пастрняк отметился 6 очками (3+3) в 7 матчах.
В сезоне 2022/23 набрал 113 очков (61+52) в 82 матчах. Пастрняк занял второе место по заброшенным шайбам после Коннора Макдэвида (64), впервые преодолев отметку в 50 шайб за сезон, а также разделил с Никитой Кучеровым третье место по набранным очкам после Макдэвида (153) и Леона Драйзайтля (128). Ранее Пастрняк никогда не набирал более 100 очков за сезон. Он установил личные рекорды не только по очкам, но и по заброшенным шайбам и передачам. В конце регулярного чемпионата преодолел отметку в 300 шайб в НХЛ. 4 раза за сезон Пастрняк набирал по 4 очка за матч. В плей-офф «Бостон» проиграл в первом раунде «Флориде» (3-4), которая затем дошла до финала. Пастрняк в 7 матчах набрал 5 (5+0) очков.
2 марта 2023 года подписал с «Брюинз» новый восьмилетний контракт на общую 90 млн долларов.
В сезоне 2023/24 Пастрняк вновь стал одним из самых результативных игроков НХЛ — 110 очков (47+63) в 82 матчах, установив личный рекорд по передачам. Пастрняк занял пятое место по результативности в НХЛ. В плей-офф «Бостон» проиграл во втором раунде будущему чемпиону «Флориде» (2-4). Пастрняк в 13 матчах плей-офф набрал 8 очков (4+4).

### Международная

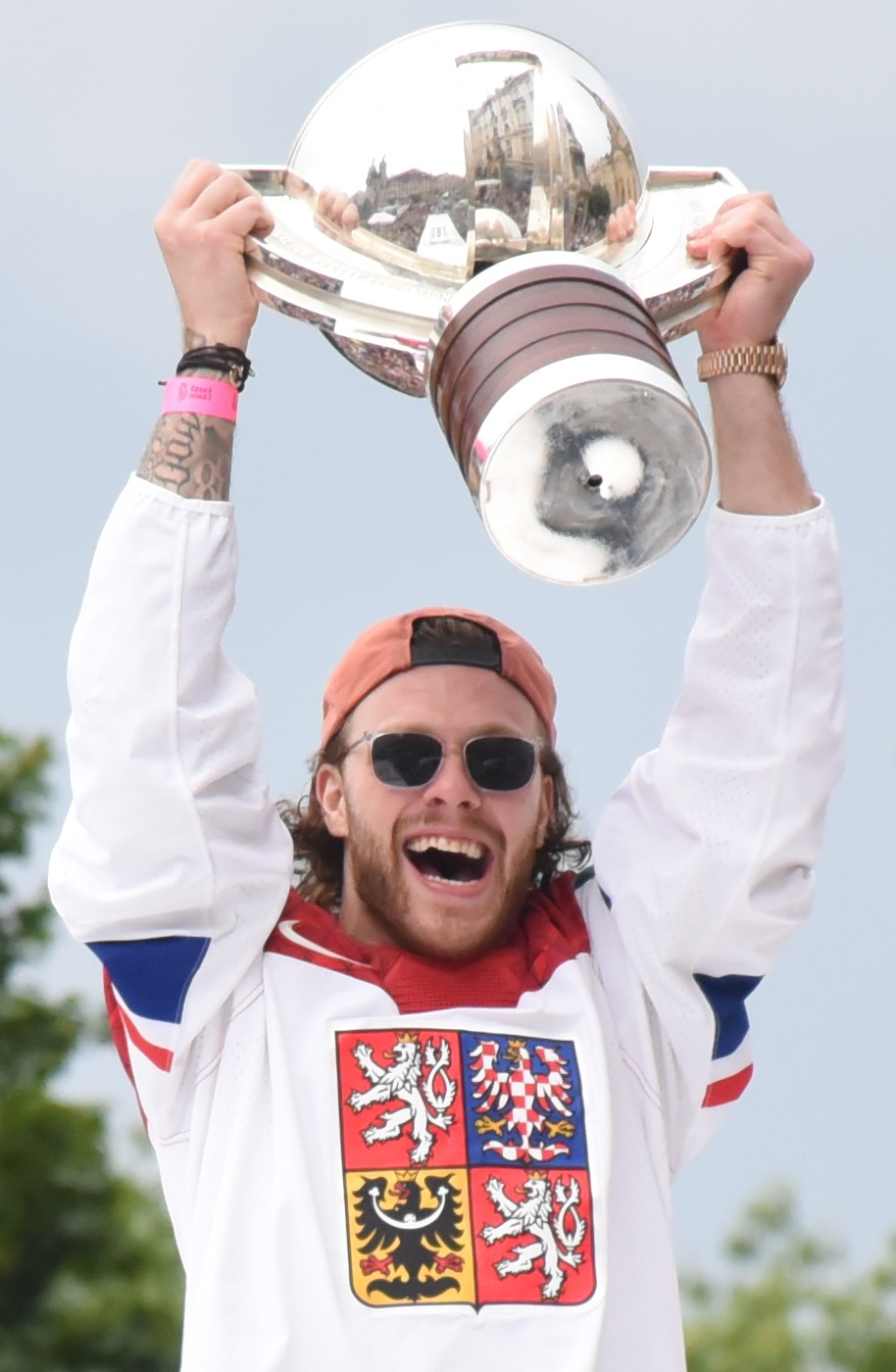
Пастрняк после победы на чемпионате мира 2024 года

С 2012 года играл за юниорские сборные Чехии разных возрастных категорий. в 2014 году стал серебряным призёром чемпионата мира среди юниоров 2014 года. В 2016 году дебютировал за основную сборную Чехии на чемпионате мира. 
Первым ярким турниром Пастрняка за чешскую сборную стал чемпионат мира 2018 года. После вылета из Кубка Стэнли Пастрняк вместе со своим одноклубником Давидом Крейчи приехали в сборную Чехии прямо в день игры со сборной России. Это не помешало им стать главными героями матча: на двоих они набрали 7 очков (Пастрняк 2+1, Крейчи 1+3), тем самым помогли сборной Чехии выиграть игру со счётом 4:3, а решающий гол забил Пастрняк в овертайме на 64-й минуте. Несмотря на яркую игру Пастрняка и Крейчи сборная Чехии не смогла завоевать медали, уступив в четвертьфинале сборной США со счётом 2:3.
26 мая 2024 года, через день после своего 28-летия, забросил победную шайбу в ворота команды Швейцарии в финале домашнего чемпионата мира. Это было единственное очко Пастрняка на турнире в 4 матчах. Чехия стала чемпионом мира впервые с 2010 года.
В 2025 году, после того как «Бостон» не попал в плей-офф, вновь был включён в состав сборной Чехии на чемпионат мира.

## Семья
Родители — Милан Пастрняк и Марцела Зембова, брат Якуб. Отец Милан (род. 9 декабря 1961) также был хоккеистом, играл в низших лигах Чехии и Германии. Он скончался 21 мая 2013 года после долгой болезни.
Подруга — шведская модель Ребекка Ролссон. В январе 2021 года пара объявила о том, что у них будет сын. Новорождённый сын Вигго умер 23 июня, спустя всего 6 дней после своего рождения.

## Рекорды
«Бостон Брюинз»
- Самый молодой игрок команды, забивший 30 шайб в регулярном сезоне (20 лет, 291 день).
- Самый молодой игрок команды, забивший победный гол в овертайме (29.03.2015 г.)
- Самый молодой игрок команды, забивший буллит (24.02.2016 г.)
- Единственный игрок в истории клуба, забивший в одном матче все 4 гола своей команды (14.10.2019 г.)
- Единственный игрок в истории клуба, завоевавший Морис Ришар Трофи
- Быстрее всех в истории клуба забросил 200 шайб в регулярных чемпионатах (за 437 матчей)

НХЛ
- Самый молодой игрок, набравший 6 очков в одной игре плей-офф (21 год, 324 дня).

## Достижения

### Командные
Серебряный призёр чемпионата мира среди юниоров 2014
 Бронзовый призёр Мемориала Ивана Глинки 2013
Обладатель Приза принца Уэльского 2019

### Личные
- Обладатель Золотой клюшки лучшему хоккеисту Чехии 2017[48], 2018[49], 2019[50], 2020[51], 2021
- Самый ценный игрок Матча всех звёзд НХЛ 2020
- Обладатель Морис Ришар Трофи 2020
- Попадание в первую символическую сборную всех звёзд 2020